# SPA Alicante
Club de Fútbol Sporting Plaza de Argel Alicante, meist nur SPA Alicante, ist ein 1979 gegründeter spanischer Fußballverein aus Alicante. Der Klub ist vor allem für seine Frauenfußballsparte bekannt, die zeitweise in der höchsten Spielklasse vertreten war.

## Geschichte
Sporting Plaza de Argel wurde im Jahr 1979 in Alicante, benannt nach dem gleichnamigen Platz Plaza de Argel, gegründet und widmete sich vor allem dem Juniorenfußball. Im Jahr 1996 wurde eine Sparte für Frauenfußball ins Leben gerufen, welche nach nur einem Jahr in die División de Honor, der höchsten Spielklasse in Spanien, gelangte. In der Saison 1997/98 belegte die erste Mannschaft den 13. Platz in der Gruppe drei und stieg wieder in die Regionalliga ab, wo Sporting Plaza de Argel zwei Spielzeiten verbrachte, ehe erneut der Aufstieg in die División de Honor glückte. In der Saison 2000/01 belegte die Mannschaft den neunten Platz in ihrer Gruppe, der zum Klassenerhalt gereicht hätte. Im Jahr 2001 wurde jedoch der spanische Frauenfußball umstrukturiert und die Superliga Femenina, bestehend aus zunächst elf Mannschaften die im Ligamodus um die Meisterschaft spielten, löste die División de Honor als höchste Kategorie ab. Sporting Plaza de Argel konnte aus finanziellen Gründen nicht am neugegründeten Wettbewerb teilnehmen und startete so ab 2001/02 in der Primera Nacional, der zweithöchsten Spielklasse. In dieser gelang der Mannschaft in der Saison 2004/05 der erste Platz in der Gruppe vier und somit die Qualifikation für das Aufstiegsplayoff in die erste Liga, SPA Alicante scheiterte jedoch an Transportes Alcaine.
Im Jahr 2007 schloss der Klub ein Abkommen mit dem bekannten Fußballverein Hércules Alicante und spielte fortan unter diesem Namen und in den Vereinsfarben von Hercules, blieb jedoch ein unabhängiger Verein. Nach sechs Jahren trennten sich die Wege von Hercules und Sporting Plaza Argel wieder und der Klub firmierte ab 2013 als Club de Fútbol SPA Alicante. In der Saison 2013/14 gelang wieder die Qualifikation für das Aufstiegsplayoff in die Primera División. SPA Alicante setzte sich zunächst im Halbfinale mit 6:2 nach Hin- und Rückspiel gegen SE AEM Lleida durch, verlor jedoch im Endspiel mit 1:1 aufgrund der Auswärtstorregel gegen Santa Teresa CD. Auch 2014/15, 2016/17 und 2017/18 spielte die Mannschaft um den Aufstieg, scheiterte jedoch jeweils an Betis Sevilla, Madrid CFF und dem FC Málaga. Die Saison 2018/19 beendete SPA Alicante in der Gruppe VII auf dem sechsten Platz, aufgrund einer Umstrukturierung der spanischen Ligen im Frauenfußball reichte dies nicht für den Klassenerhalt, da die zweite Division von 112 Mannschaften in sieben Gruppen auf 32 in zwei Staffeln reduziert wurde. Die erste Mannschaft musste so den Weg in die neu geschaffene Primera División Nacional antreten. Im Spieljahr 2023/24 landete die erste Mannschaft von SPA Alicante auf dem 15. Platz der Gruppe IV, was den Abstieg in die Regionalliga bedeutete.

### Namen
- Sporting Club de Fútbol Plaza de Argel (1979–2007)
- Hércules Club de Fútbol Femenino (2007–2013)
- Club de Fútbol SPA Alicante (seit 2013)

## Bekannte Spielerinnen
- Eva Navarro
- Sandra Paños